# Pubblicità comportamentale
La pubblicità comportamentale (in inglese behavioural targeting cioè targeting/mira comportamentale) è una tecnica utilizzata nel marketing in particolare nella pubblicità online per incrementare l'efficacia di una campagna pubblicitaria.
La pubblicità comportamentale usa le informazioni raccolte dal comportamento dell'utente (pagine visitate, ricerche fatte.. ) per individuare gli interessi degli utenti e, su quella base, erogare pubblicità relativa a prodotti o servizi ricercati dall'utente, e per questo pone problemi legati al rispetto della privacy, in quanto l'utente per poter essere profilato nelle sue abitudini di consumo ed i suoi gusti personali ha diritto di ricevere una informativa sul trattamento dei dati personali, e di esprimere o meno il suo consenso. Tuttavia, nel 2014 il Garante per la protezione dei dati personali ha evidenziato che solo il 15% del totale delle applicazioni smartphone fornisce un'informativa idonea come previsto dalla Legge sulla privacy.
Per raccogliere le informazioni sul comportamento dell'utente in modo sempre più mirato, la pubblicità comportamentale utilizza in modo crescente il progresso tecnologico, combinato alle tecniche di realtà aumentata e ai dispositivi mobili come gli smartwatch. Nel 2014, il prof. Alessandro Acquisti della Università Carnegie Mellon durante una lezione organizzata da Federprivacy al Consiglio Nazionale delle Ricerche CNR di Pisa, ha mostrato come attraverso un software di riconoscimento facciale sia possibile identificare gli utenti di Facebook semplicemente da un'immagine del loro viso e conoscerne molte informazioni personali, spesso dati sensibili, per proporre loro prodotti e servizi che coincidono alle loro abitudini di consumo e ai loro gusti personali.
Nel 2015, Federprivacy ha evidenziato che è possibile attuare sofisticate tecniche di pubblicità comportamentale decifrando le emozioni dell'utente in base ai battiti cardiaci rilevati da uno smartwatch al polso della persona, come dimostrato da uno studio condotto dall'Università di Pisa in collaborazione con l'Università dell'Essex, e l'Harvard Medical School (USA).